# Conca dei Marini
Conca dei Marini ist eine italienische Gemeinde mit 646 Einwohnern (Stand 31. Dezember 2023) in der Provinz Salerno in der Region Kampanien. Sie gehört zur Bergkommune Comunità Montana Penisola Amalfitana und ist seit 2017 Mitglied der Vereinigung I borghi più belli d’Italia (Die schönsten Orte Italiens).

## Geografie
Die Nachbargemeinden sind Amalfi und Furore. Der Ort ist einer der flächenkleinsten in der Provinz Salerno.